# 慕容淵 (後燕)
慕容 淵（ぼよう えん、? - 402年）は、五胡十六国時代の後燕の皇族。昌黎郡棘城県の出身。後燕の皇帝慕容宝の子。

## 生涯
399年12月、章武公に封じられた。
402年1月、尚書令に任じられた。
10月、皇帝慕容熙は元中山尹苻謨の娘の苻娀娥と苻訓英を妃として寵愛した。皇太后丁氏は慕容熙と親密な関係であったため、これに嫉妬して強い怨恨を抱いた。丁氏は兄の子の丁信と慕容淵を擁立しようと謀ったが発覚した。
11月、丁信とともに誅殺された。

## 家系

### 父
- 慕容宝

### 兄弟
- 慕容盛 - 庶長子、字は道運
- 慕容会 - 庶次子
- 慕容元 - 第四子、字は道光
- 慕容策 - 嫡子、字は道符
- 慕容敏
- 慕容虔
- 慕容昭
- 高雲 - 慕容宝の養子、字は子雨

### 姉妹
- 慕容氏 - 第四女、北魏の皇帝拓跋珪にとついだ